# Armatura a piastre
L'armatura a piastre era una particolare tipologia di armatura pesante, composta da piastre di ferro e acciaio collegate le une alle altre da giunture in cuoio, utilizzata nel Tardo Medioevo per proteggere le forze di cavalleria.
Sviluppata nel XIII secolo dal modello dell'usbergo "misto", composto sia da maglia di ferro e da piccoli segmenti rigidi di metallo, questa tipologia di armatura toccò il suo apice nel XIV secolo con la creazione dell'armatura gotica e funse da modello per lo sviluppo delle corazze rinascimentali e dell'"armatura a tre quarti" per le forze di fanteria pesante come i lanzichenecchi. Nel XVI secolo, l'armatura a piastre venne appositamente adattata per la nuova cavalleria pesante dei corazzieri, mentre il suo utilizzo tra i ranghi della fanteria si riduceva a ben specifici corpi (i picchieri) ed a ben specifiche parti (la corazza atta a coprire il tronco). Nel XVIII secolo l'uso dell'armatura cessò in tutta Europa. La sola corazza restò in dotazione ai corazzieri sino al XX secolo, divenendo, attraverso le corazze da fanteria della prima guerra mondiale, il moderno giubbotto antiproiettile.

## Storia

### Origini
Il ricorso ad armature realizzate in piastre più o meno grandi di metallo data originariamente all'Evo Antico.

Già la fanteria pesante dell'Antica Grecia erano usi proteggere il loro tronco con una piastra di bronzo, il thórax (in tutto e per tutto antesignano della corazza rinascimentale), e la parte terminale degli arti (superiori ed inferiori) con corpi cavi conico-cilindrici sempre di bronzo: schinieri (knemis) e vambraci (epipēkhýon). Questi accorgimenti difensivi figurarono nella panoplia dei primi opliti (VIII-VII secolo a.C.) tanto quanto dei pezeteri e degli hypaspistai dell'esercito macedone (IV secolo a.C.). La successiva introduzione della cotta in maglia di ferro (III secolo a.C.), armatura distintiva del legionario romano e del guerriero celtico, fu principalmente dovuta a questioni economico-pratiche: si trattava infatti di armature necessitanti una minor lavorazione, elastiche oltre che solide, molto più facilmente riparabili. Intorno al I secolo, quando l'impero romano era al culmine del suo potere, il bisogno di soldati sempre più pesantemente corazzati, unitamente ad un'adeguata disponibilità finanziaria, spinse però in favore di un ritorno ad una tipologia di armatura più solida, composta da lamine di metallo, la lorica segmentata. Parallelamente, il diffondersi di apposite protezioni per le braccia (v. lorica manica) dimostrò la possibilità di vestire interamente in lamine/piastre di metallo un guerriero secondo il modello già in uso in Medioriente, ove i cavalieri catafratti erano coperti dalla testa ai piedi dall'armatura, seppur del tipo cotta di maglia o lorica squamata. Gli eccessivi costi costrinsero però Roma ad abbandonare la lorica segmentata in favore della più economica lorica hamata.

### Sviluppi contemporanei

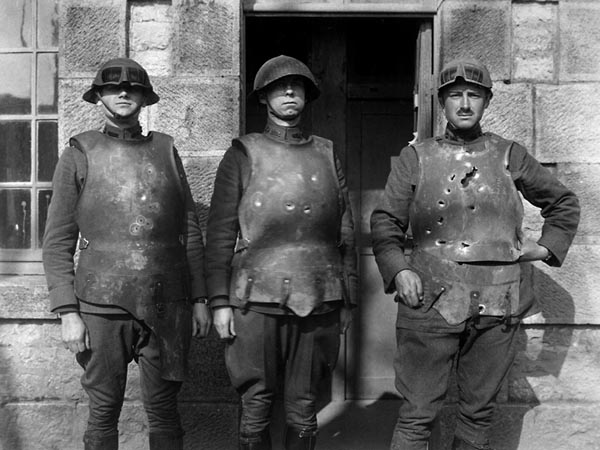
Corazzieri francesi della prima guerra mondiale dopo un test di fuoco

I corazzieri restarono in forza agli eserciti del Vecchio Mondo lungo tutto l'arco del XIX secolo, dalle Guerre napoleoniche alla prima guerra mondiale, mantenendo sempre quale equipaggiamento distintivo del corpo la corazza toracica di derivazione medievale. I paralleli, sempre più rapidi sviluppi della siderurgia e delle tecnologie militari spinsero in favore di un ammodernamento delle piastre metalliche deputate alla protezione dell'addome e del petto, onde contrastare il sempre più letale munizionamento delle armi da fuoco. Nel 1916, il Gen. Adrian dell'esercito francese progettò e testò una corazza toracica in piastra metallica poi prodotta in 3.000 esemplari circa
Nel corso dell'Ottocento si erano nel contempo segnalati diversi episodi di riutilizzo a scopo bellico della corazza a piastre metalliche per proteggere i fantaccini dal fuoco nemico. Alcuni esemplari, solitamente realizzati da armorari specializzati, più o meno abili, e non su vasta scala industriale, apparvero durante la Guerra Civile Americana (1861-1865), con esiti discutibili ma non sempre negativi. Il bandito australiano Ned Kelly (1855-1880) protesse sé stesso ed i membri della propria banda con delle apposite corazze contro il fuoco delle Autorità. Fu però solo durante la seconda guerra mondiale che la corazza a piastre venne efficacemente adattata ai colpi delle moderne armi da fuoco, gettando le basi per lo sviluppo del giubbotto antiproiettile moderno: corazze anti-proiettili figurarono nell'equipaggiamento dell'esercito russo e, in minor misura, dell'esercito americano e dell'esercito imperiale giapponese.
A partire dagli anni cinquanta del XX secolo l'esercito degli Stati Uniti d'America ha investito nello sviluppo di moderne armature in piastra metallica o artificiale per la protezione dei propri soldati. I primi prototipi apparvero durante la Guerra di Corea, venendo poi perfezionati nel corso della Guerra in Vietnam. L'introduzione, nel corso degli anni settanta delle fibre sintetiche ultra-resistenti (kevlar o twaron), impresse la svolta definitiva allo sviluppo delle attuali armature di fanteria. Ad oggi, il titanio è l'unico metallo ancora utilizzato per la realizzazione di piastre a scopo difensivo.

## Costruzione

### Componenti

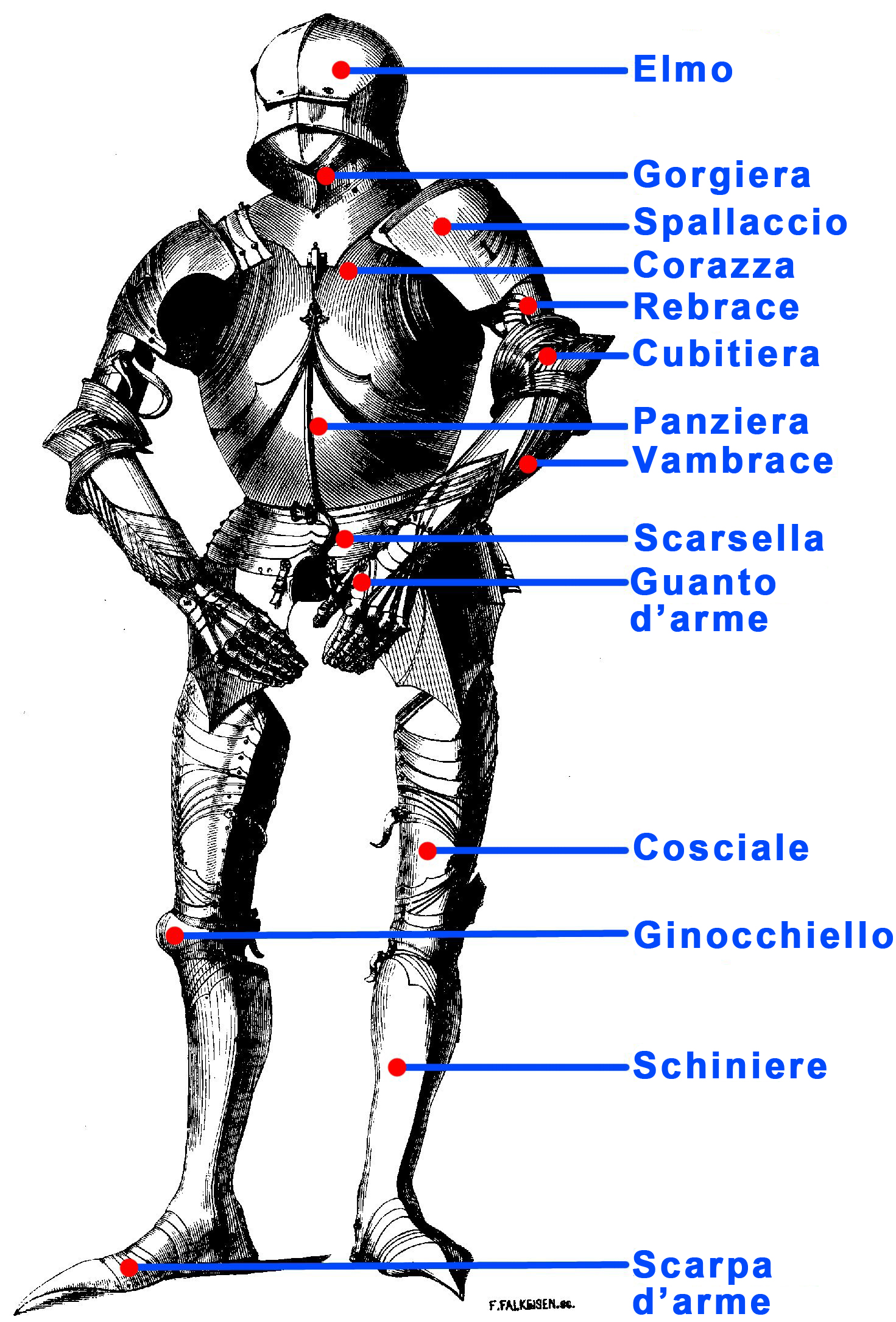
Armatura a piastre tp. "gotica" - diagramma delle componenti.

L'armatura a piastre si componeva di:
| Testa          | Elmo (Barbuta, Borgognotta ecc.), Celata o Elmetto                    |
| Tronco         | Corazza; Panziera; Rondella ascellare; Guardastanca                   |
| Arti superiori | Spallaccio; Bracciale (Vambrace e Rebrace) ; Cubitiera; Guanto d'arme |
| Arti inferiori | Scarsella; Cosciale; Ginocchiello; Schiniere; Scarpa d'arme           |

Tutte queste componenti erano inizialmente realizzate in ferro ed allacciate tramite cinghie di cuoio direttamente sulla maglia di ferro.

Nel corso del XIV secolo, le componenti in piastra metallica, realizzate in acciaio più resistente e leggero, vennero connesse direttamente le une alle altre e collocate sul giaco di stoffa e/o cuoio che copriva il corpo del miles. Al volgere del Quattrocento, l'armatura a piastre poteva ancora inglobare componenti in maglia di ferro, direttamente collegate alle piastre, per le zone di giunzione più delicate.

### Varianti
Le principali varianti dell'armatura a piastre sono:
- Armatura "mista" o Cotta di "maglia e piastra" (circa 1400), ibrido tra l'usbergo e l'armatura a piastre definitiva;
- Kastenbrust (prima metà del XV secolo), armatura a piastre "alla tedesca" con alcuni accorgimenti per facilitare il combattimento a piedi;
- Armatura gotica (fine XV secolo), realizzata in acciaio, la variante "definitiva" dell'armatura a piastre medievale, capace di proteggere tutto il corpo del cavaliere con un buon connubio di resistenza e libertà di movimento;
- Armatura massimilianea (prima metà del XVI secolo), evoluzione rinascimentale dell'armatura gotica, sempre lavorata con scanalature riprendenti il panneggio delle vesti e decorata all'acquaforte. Si abbinava ad una celata e non più ad un elmo;
- Armatura da giostra (XIV-XVI secolo), variante ad uso "ludico" dell'armatura gotica, unicamente utilizzabile in una giostra data la sua scarsa manovrabilità;
- Armatura a tre quarti (fine XVI-XVII secolo), tipica della cavalleria pesante dell'Età Moderna (fond. Corazzieri). Priva di schinieri, si abbinava ad un elmetto;
- Armatura da parata (fine XVI-XVII secolo), variante di rappresentanza dell'armatura a tre quarti. Vera e propria opera d'arte orafa con sbalzi, altorilievi, bassorilievi, smalti in metallo prezioso ecc.

## Galleria d'immagini

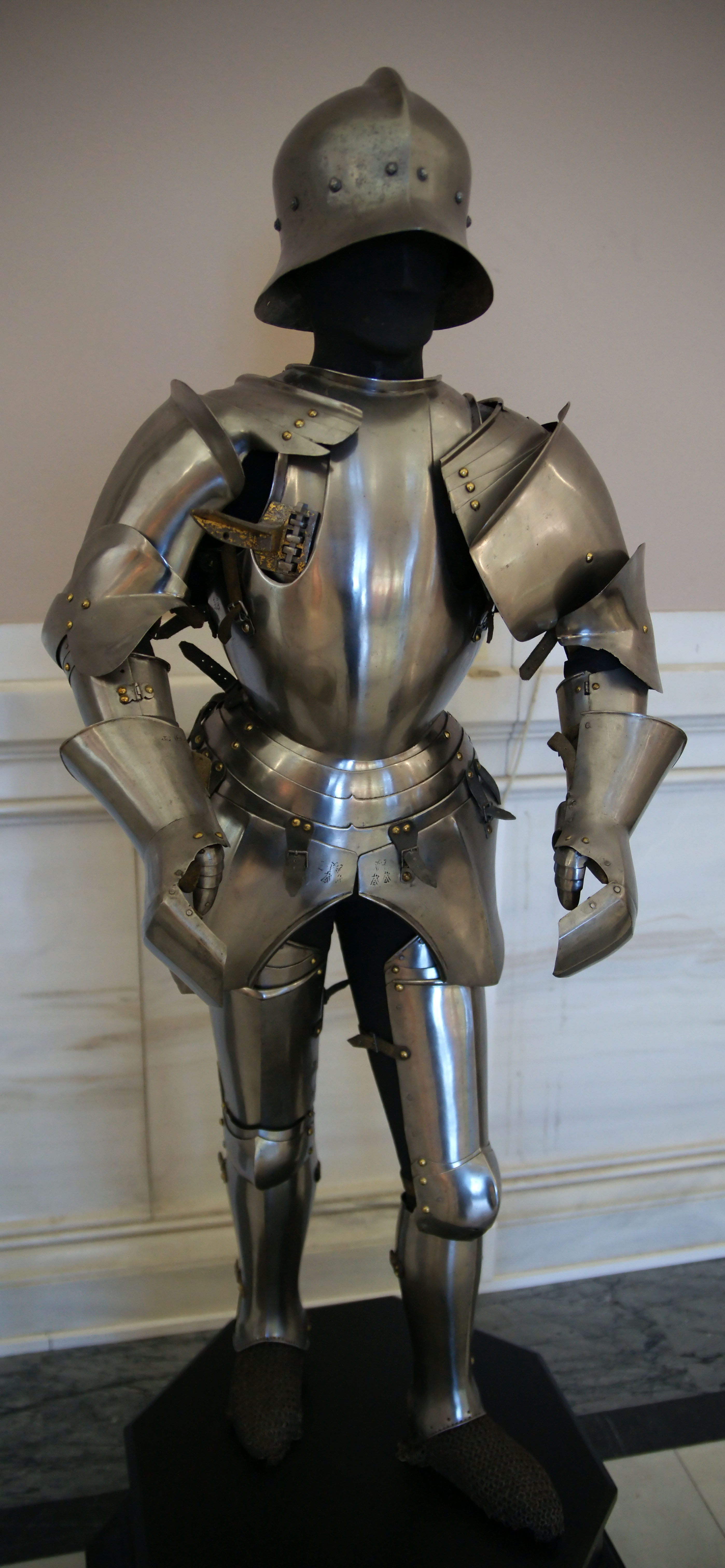
Armatura a piastre "classica" di Roberto Sanseverino d'Aragona - Italia, metà XV sec.
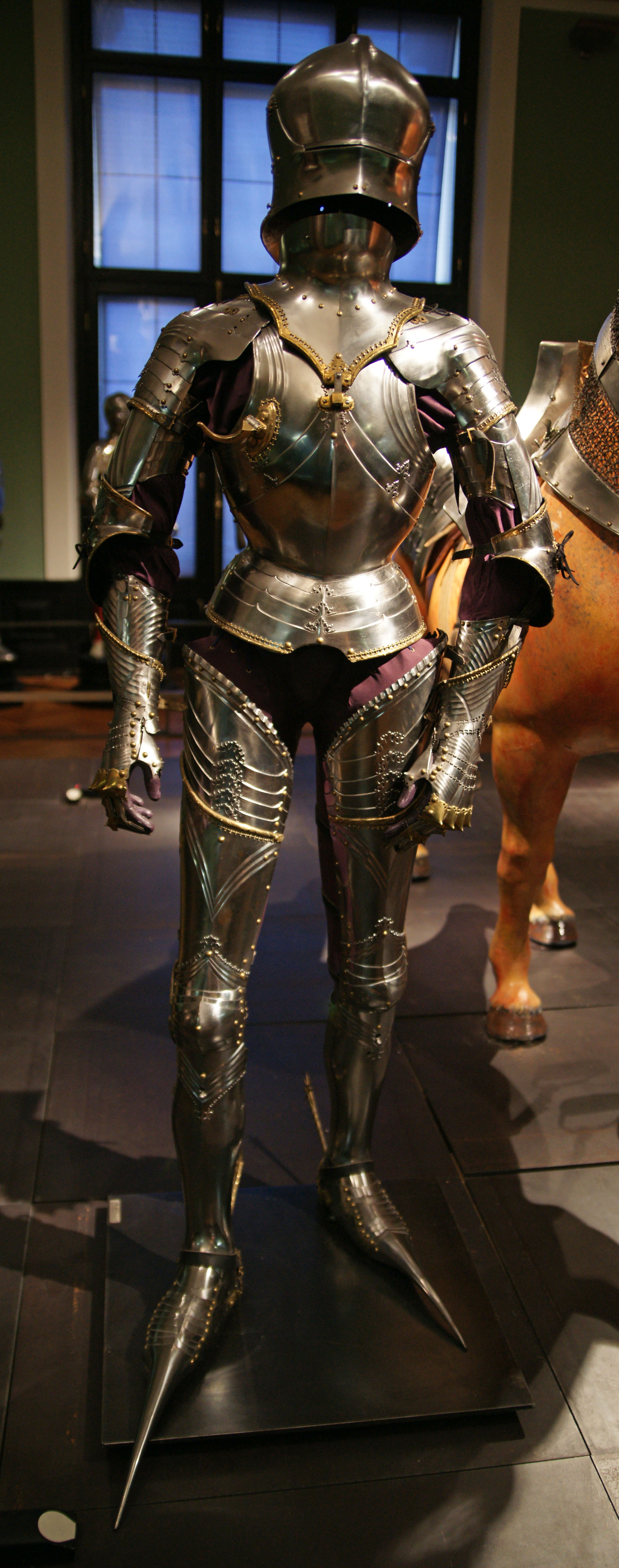
Armatura a piastre "gotica" - Germania, ca. 1485
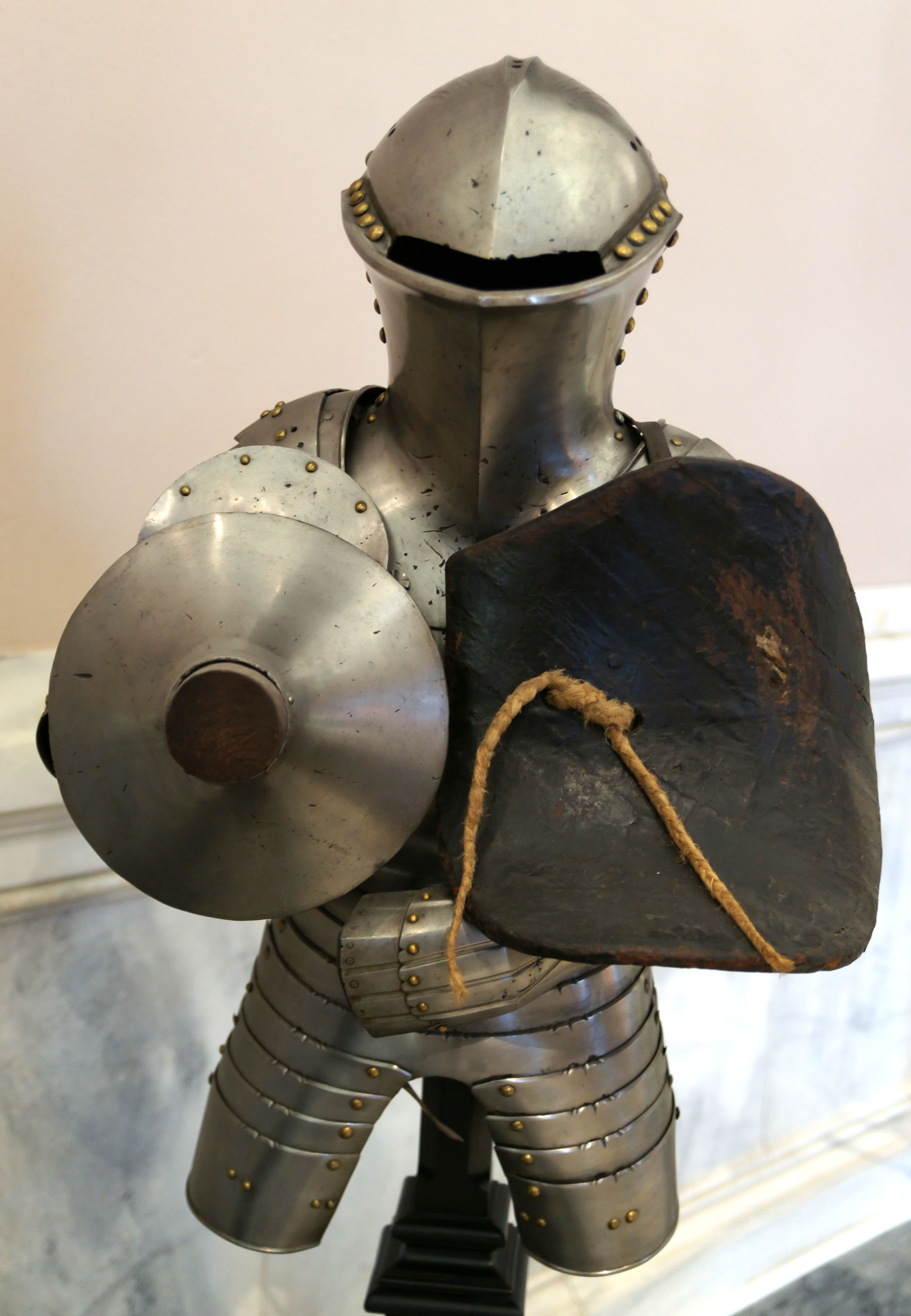
Armatura a piastre "da giostra" - Germania, 1497-1505
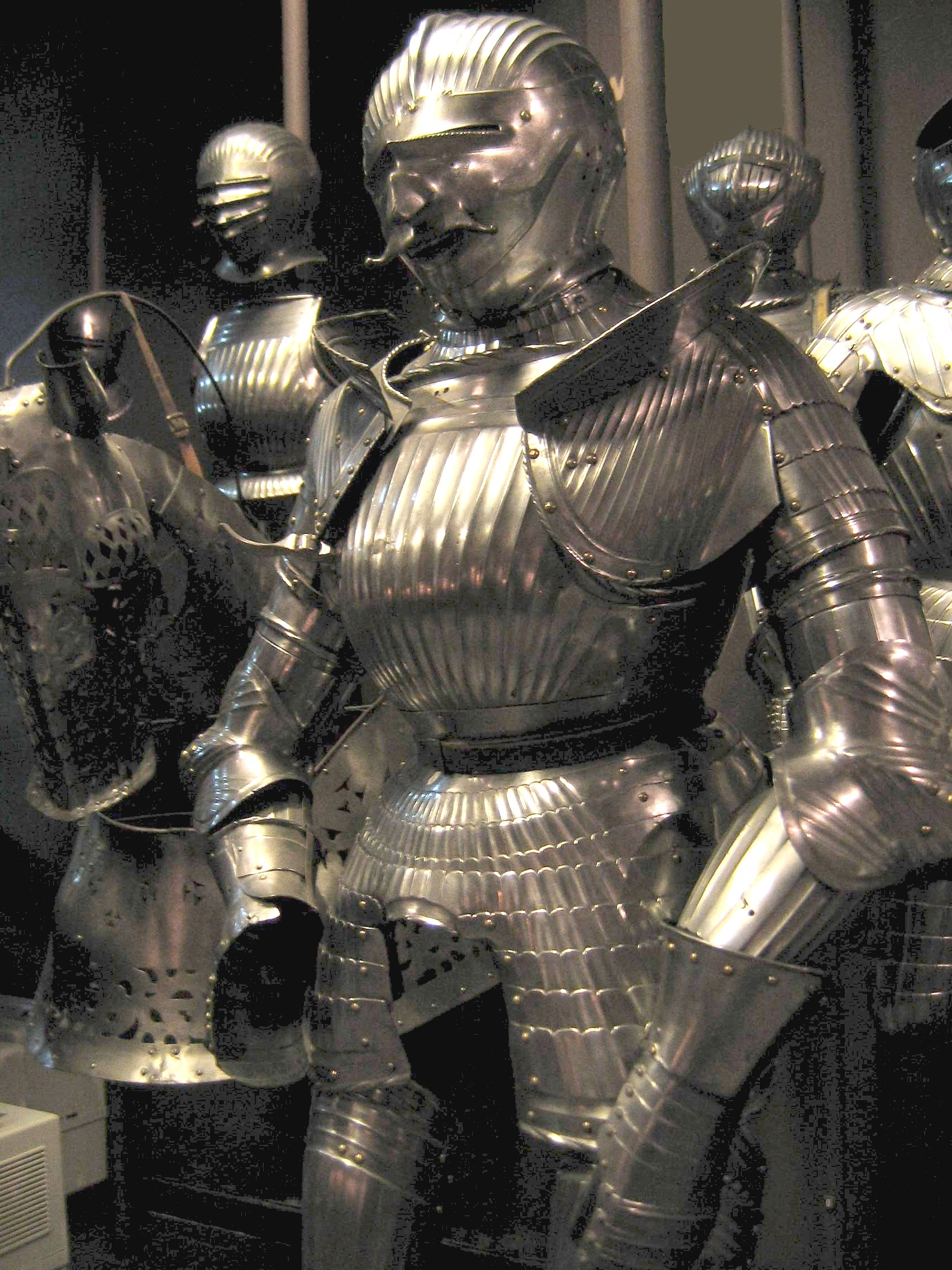
Armatura a piastre "massimilianea" - Germania, 1510
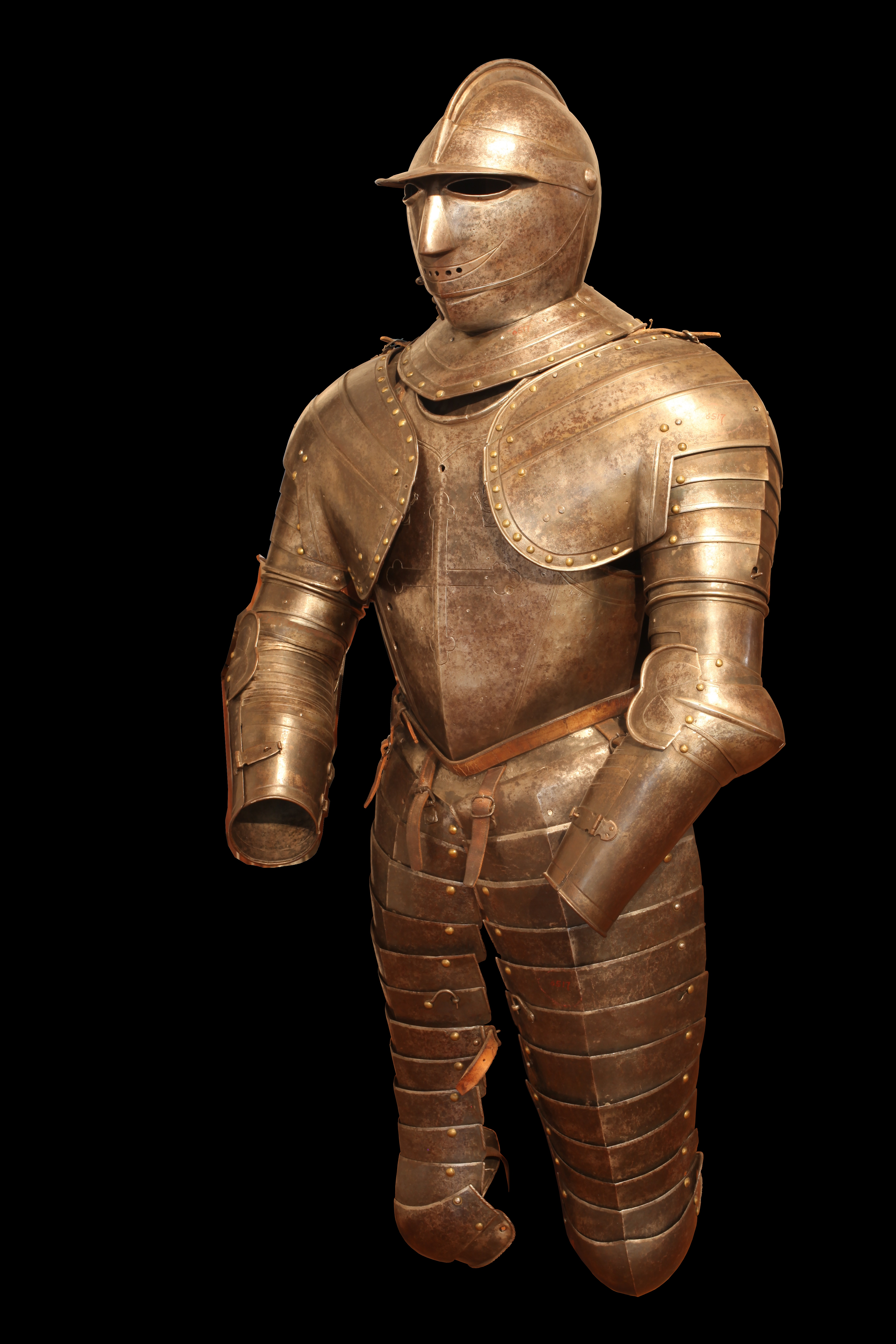
Armatura a piastre "a tre quarti" - Savoia 1600-1610
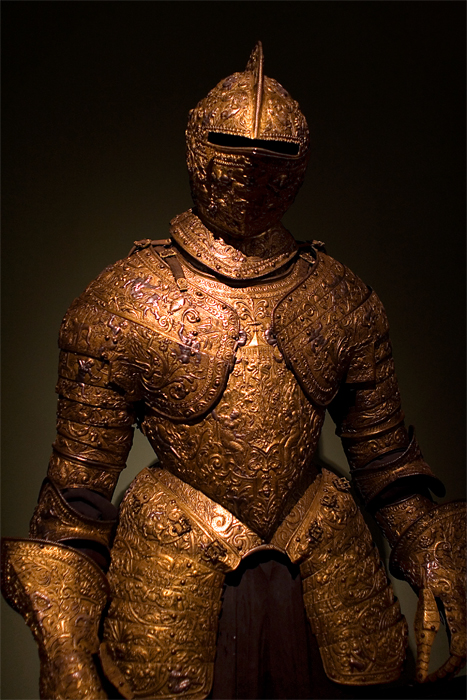
Armatura a piastre "da parata"